# Municipio de Honey Creek (Misuri)
El municipio de Honey Creek (en inglés: Honey Creek Township) es un municipio ubicado en el condado de Henry en el estado estadounidense de Misuri. En el año 2010 tenía una población de 216 habitantes y una densidad poblacional de 2,61 personas por km².

## Geografía
El municipio de Honey Creek se encuentra ubicado en las coordenadas 38°25′15″N 93°53′54″O / 38.42083, -93.89833. Según la Oficina del Censo de los Estados Unidos, el municipio tiene una superficie total de 82.66 km², de la cual 78,21 km² corresponden a tierra firme y (5,39 %) 4,45 km² es agua.

## Demografía
Según el censo de 2010, había 216 personas residiendo en el municipio de Honey Creek. La densidad de población era de 2,61 hab./km². De los 216 habitantes, el municipio de Honey Creek estaba compuesto por el 99,54 % blancos y el 0,46 % eran de una mezcla de razas. Del total de la población el 0 % eran hispanos o latinos de cualquier raza.